# Apoctena flavescens
Apoctena flavescens är en fjärilsart som först beskrevs av Butler 1877.  Apoctena flavescens ingår i släktet Apoctena och familjen vecklare. Inga underarter finns listade i Catalogue of Life.